# Carlos González (actor)
Carlos González Fernández (Cintruénigo, 24 de mayo de 1997) es un actor español. Se dio a conocer por ser el protagonista de Maricón perdidoy aparecer en series como Todas las veces que nos enamoramos, Señoras del (h)AMPA o Veneno, además de haber trabajado en el especial Una Navidad con Samantha Hudson.
En 2021 estuvo nominado a los Premios Navarra Televisión y fue premiado en el Festival Internacional de Cine LGBT de Extremadura por sus papeles en Maricón perdido y Veneno.

## Biografía
Nació el 24 de mayo de 1997 en Cintruénigo, Navarra. A los 18 años se mudó a Madrid para formarse en Estudio Corazza.[cita requerida]
Desde 2016 ha realizado distintos cursos y seminarios de movimiento expresivo, clown, y de personajes extraordinarios con profesionales como Ana Gracia, Óscar Velado o Manuel Morón.[cita requerida] Al mismo tiempo, participó en obras como Ensayos con Shakespeare y Lorca, Imaginando tres hermanas (basada en Las tres hermanas, de Antón Chéjov) o El círculo de tiza caucasiano de Bertolt Brecht, las tres dirigidas por Juan Carlos Corazza. Suma formación con Fernando Piernas. [cita requerida] También ha recibido clases de canto.[cita requerida]
En televisión ha encarnado a Bob Pop en la serie Maricón perdido –por la que fue nominado a los Fotogramas de Plata 2022–, dirigida por Alejandro Marín, con quien volvió a coincidir en el especial Una Navidad con Samantha Hudson. Ha trabajado en Todas las veces que nos enamoramos, creada por Carlos Montero; la segunda temporada de Cardo, creada por Ana Rujas y Claudia Costafreda; Veneno, dirigida por Javier Calvo y Javier Ambrossi; y Señoras del (h)AMPA, creada por Carlos del Hoyo y Abril Zamora.
En febrero de 2024 comenzaron las grabaciones de La vida breve, una serie de comedia de Movistar+ que cuenta con González en el reparto. En abril de ese mismo año Atresplayer anunció el fichaje de González para la serie web musical Mariliendre, dirigida por Javier Ferreiro y producida por Javier Ambrossi y Javier Calvo.

## Filmografía

### Series de televisión
| Año         | Serie                              | Canal               | Personaje        | Notas         |
| ----------- | ---------------------------------- | ------------------- | ---------------- | ------------- |
| 2020        | Veneno                             | Atresplayer Premium | Alfonso          | 3 episodios   |
| 2020 - 2021 | Señoras del (h)AMPA                | Telecinco           | Juanjo           | 11 episodios  |
| 2021        | Maricón perdido                    | TNT España          | Bob Pop          | 6 episodios   |
| 2023        | Cardo                              | Atresplayer Premium | Demonio          | 1 episodio    |
| 2023        | Todas las veces que nos enamoramos | Netflix             | Damián Rodríguez | 8 episodios   |
| 2023 - 2024 | Amar es para siempre               | Antena 3            | Rafael Conde     | 149 episodios |
| 2025        | Mariliendre                        | Atresplayer         | Saúl             | 5 episodios   |
| 2025        | La vida breve                      | Movistar Plus+      | Farinelli        | 6 episodios   |
| 2025        | La canción                         | Movistar Plus+      | Rafael Ibarbia   | 3 episodios   |

### Cine
| Año  | Serie         | Canal          | Personaje | Notas |
| ---- | ------------- | -------------- | --------- | ----- |
| 2026 | La bola negra | Movistar Plus+ |           |       |